# سرآرنج
سرآرنج (انگلیسی: Olecranon) یک برآمدگی استخوانی بزرگ، ضخیم و خمیده در استخوان زند پایینی است. 
استخوان زند پایینی، استخوانی دراز در بخش ساعد است که سر آن از پشت آرنج بیرون زده‌است. سرآرنج نوک‌تیزترین بخش آرنج را تشکیل می‌دهد که روبه‌روی حفره آرنج قرار گرفته‌است. کارکرد سرآرنج به مانند اهرمی است برای ماهیچه‌های بازکننده که مفصل آرنج را صاف می‌کنند.